# Rangitaiki (fleuve)
A ne pas confondre avec le fleuve Rangitikei dans le sud-ouest de l’Île du Nord.

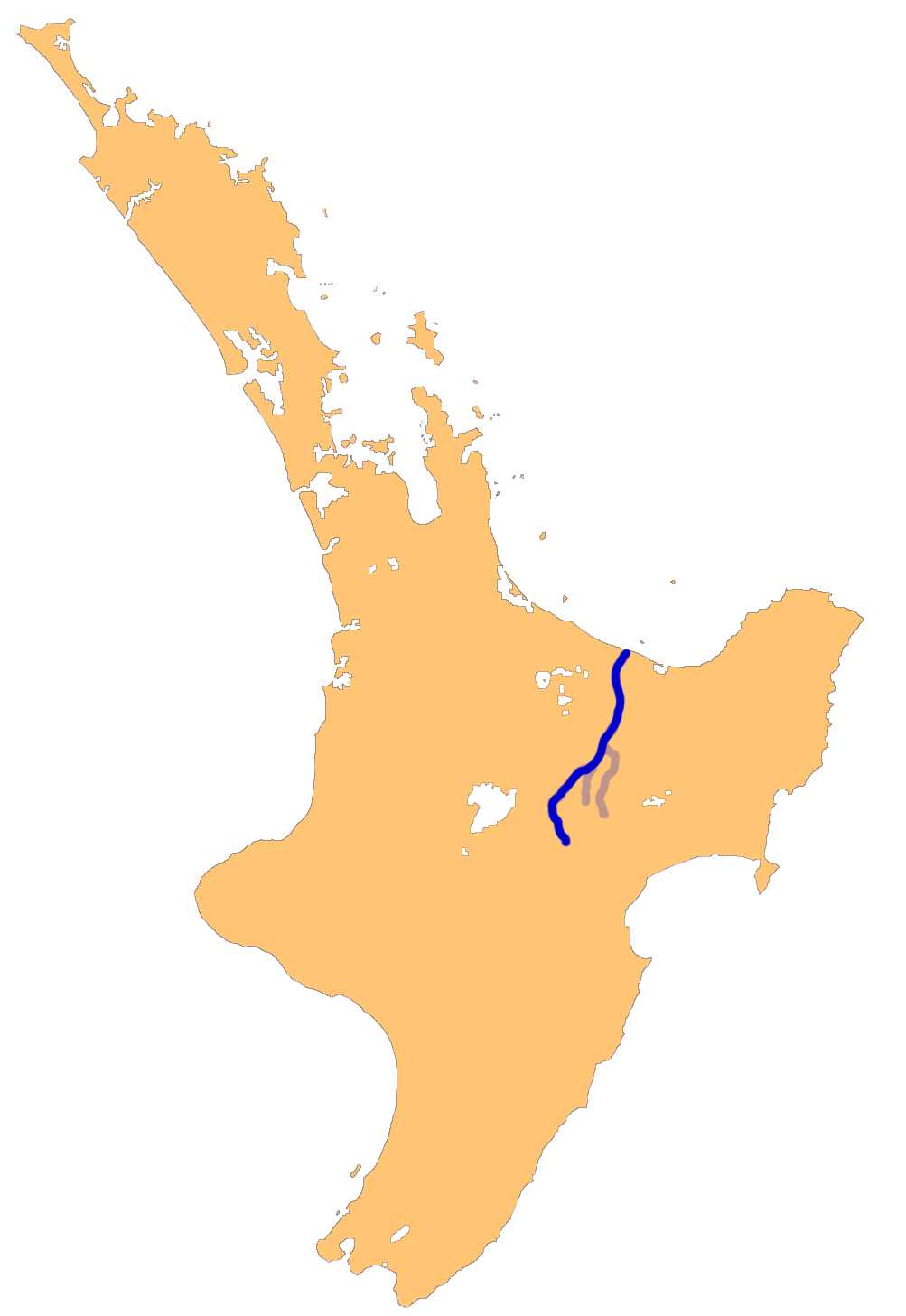
Le système de la rivière Rangitaiki

Le fleuve  Rangitaiki  (en anglais : Rangitaiki River) est le plus long des cours d’eau de la Baie de l'Abondance(ou 'Bay of Plenty') dans l’Île du Nord de la Nouvelle-Zélande.

## Géographie
Il s’étend sur 155 km de long, et va de l’intérieur du nord de la région de Hawke's Bay à l’est de la forêt de Kaingaroa.
Il s’écoule dans une direction nord-est, passant à travers la ville de Murupara et s’infléchissant tout près du bord du Parc national  de Te Urewera avant de tourner en direction du nord pour s’écouler à travers la ville d’Edgecumbe et se déverser dans la « Bay de l’Abondance » juste à côté de la ville de Thornton.
Il y a deux lacs artificiels construits par l’homme, le long du trajet du fleuve Rangitaiki formant des barrages hydro-électriques , le lac »Aniwhenua » et le lac « Matahina »

## Galerie

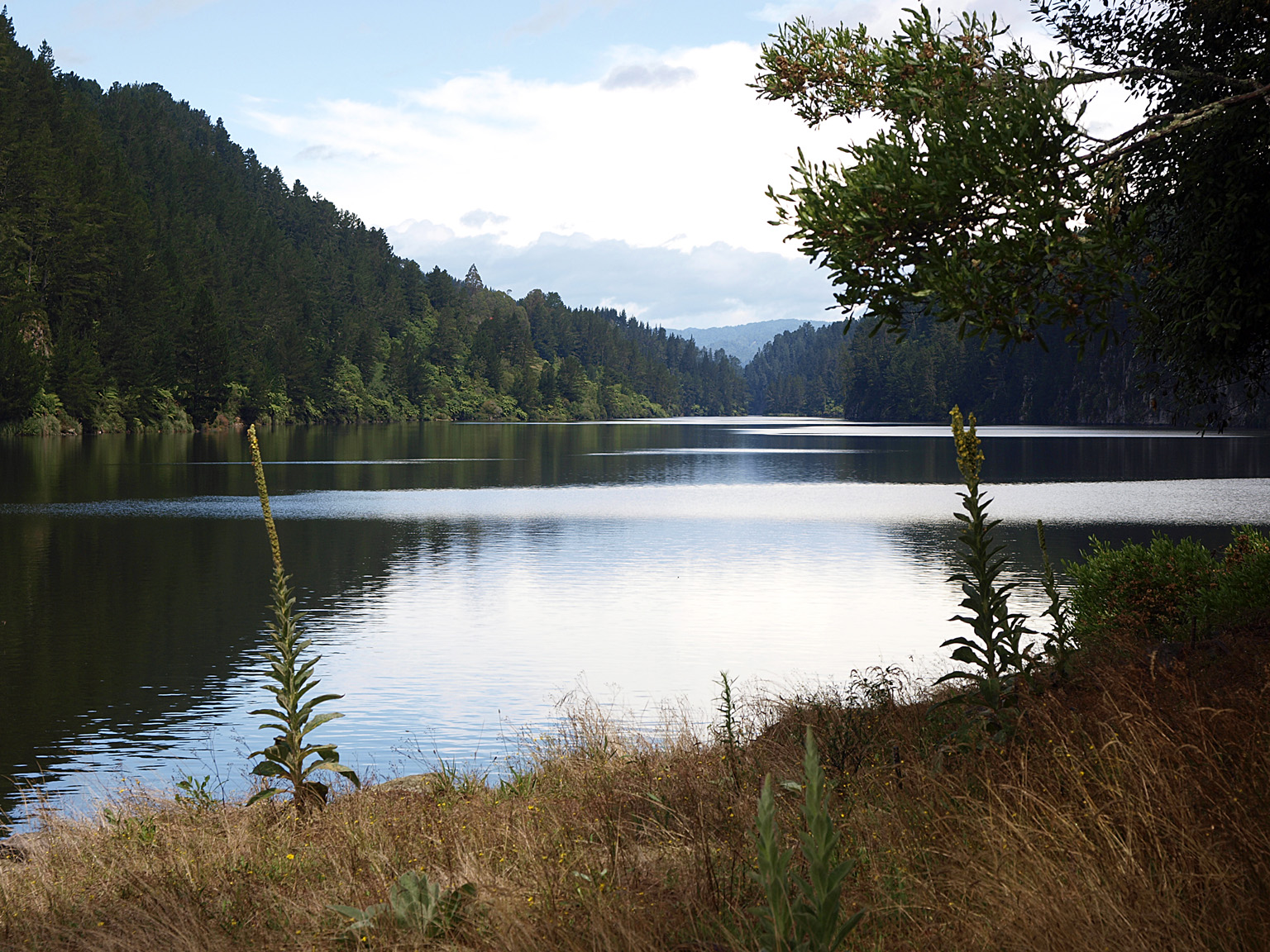
Lac Matahina
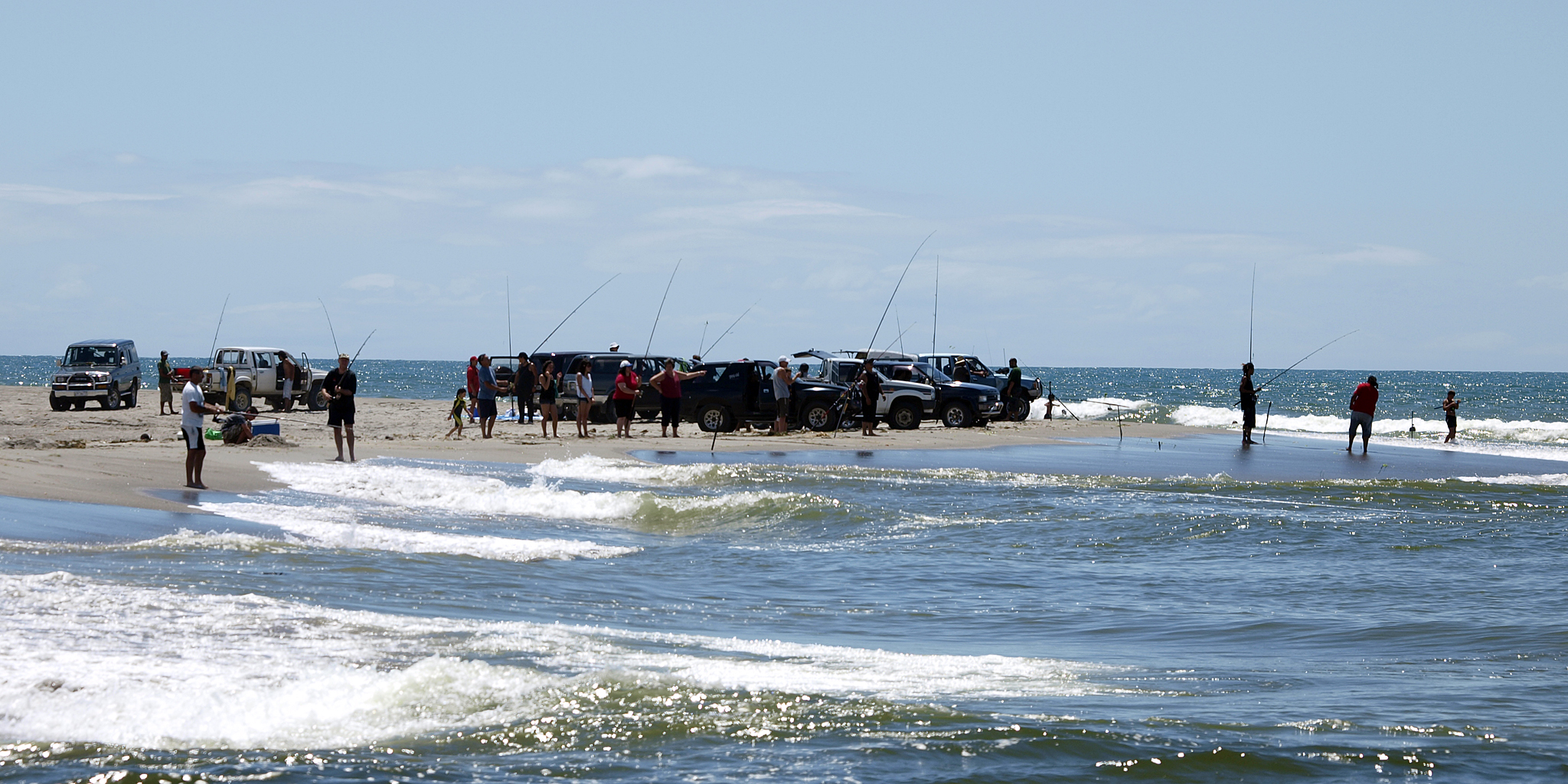
Pèche sur le fleuve à Thornton
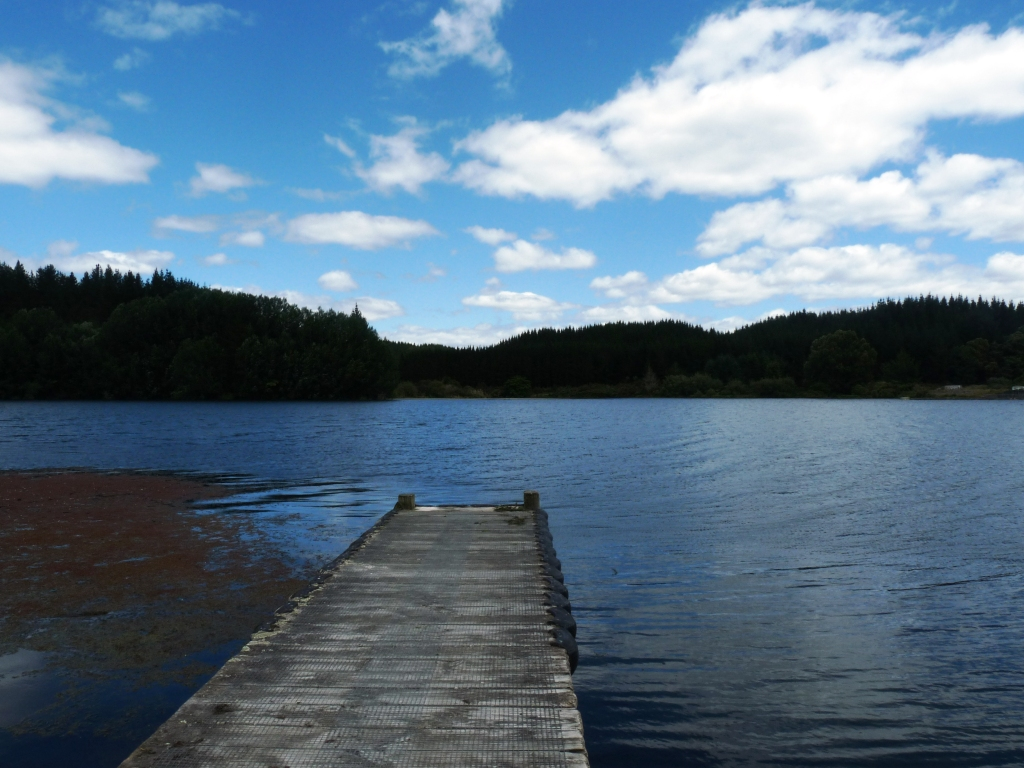
Lac Aniwhenua